# BRF
La BRF (Belgischer Rundfunk) és l'emissora de ràdio i televisió de la comunitat germanòfona de Bèlgica, l'«emissora pública més petita d'Europa».
L'1 d'octubre del 1945 s'inicien les primeres emissions de ràdio en llengua alemanya a Brussel·les, en mans de l'aleshores Radio-Télévision Belge (RTB); la versió francesa de la televisió pública de Bèlgica. El 1977 es va crear una emissora independent de la RTB, degut a una primera descentralització de Bèlgica i la creació de tres comunitats lingüístiques, amb una junta administrativa que depenia del Consell Cultural de la Comunitat de parla Alemanya, predecessor de l'actual Parlament d'Ostbelgien. La RTB va canviar de nom en RTBF, és a dir, en Radio-Televisió belga de la Comunitat Francesa. El 18 de febrer del mateix any es crea en paral·lel la BRF per omplir l'espai de la comunitat alemanya.
A l'inici, les emissions radiofòniques es limitaven a quatre hores per dia des de l'emblemàtic Maison de la Radio de Brussel·les. El 1979 la redacció es va instal·lar a Eupen. El 1993 va crear el primer programa televisiu setmanari que des del 1999 va esdevenir diari. 1995 es va estrenar el Funkhaus amb estudis propis. Des del 1983 va emetre tot el dia. El 2001 comença la col·laboració amb l'emissora alemanya Deutschlandfunk de Colònia.
El 2020 la BRF celebra el 75è aniversari de les emissions en alemany de Bèlgica.